# Tripodiscio
Tripodiscio o Tripodisco es el nombre de una antigua ciudad griega de Megáride.
Es mencionada por Tucídides, que la ubica al pie del monte Gerania, que está situado a unos 6 km de Mégara.
Pausanias relata el origen mítico de la ciudad. Para satisfacer a Apolo tras haber matado a un monstruo de la venganza llamado Pena, el oráculo de Delfos había prohibido a Corebo regresar a Argos y le había ordenado erigir un templo de Apolo en el lugar donde cayera un trípode que debía llevar consigo desde Delfos. El trípode se le cayó en el monte Gerania, desapareció y allí se construyó Tripodiscio. Según Robert Graves, sin embargo, el nombre de Tripodiscio no parece derivar de trípode sino de tripodizein, que significa «encadenar tres veces».
Los habitantes de Megara, que tenían rivalidad con los de Atenas con respecto a la isla de Salamina, hacían una parodia de varios versos de la Ilíada de Homero, en la que decían que los referidos al contingente de Salamina debían decir:

Áyax trajo naves de Salamina y de Policne

de Egirusa, de Nisea y de Trípodes.

En ella, se consideraba que Trípodes era el nombre antiguo de Tripodiscio, donde los de Megara tenían su ágora en tiempos de Estrabón.